# Dcraw
dcraw (/diː siː ɹɔː/, від англ. Dave Coffin's raw photo decoder) — вільна комп'ютерна програма для перетворення файлів з формату RAW в формати PPM і TIFF, написана на ANSI C Дейвом Кофіном. Постійно оновлюється для підтримки реалізацій формату RAW нових цифрових фотокамер. dcraw дуже популярна та лежить в основі великої кількості програм для роботи з RAW — як безкоштовних, так і комерційних.
dcraw написана згідно з філософією UNIX: програма може використовуватися в режимі командного рядка, що дозволяє використовувати її для створення сценаріїв командного рядка (скриптів).

## Фронт-енди зGUI
Деякі GUI, що використовують dcraw:
- UFRaw, плагін для GIMP.
- dcRAW-X для Mac OS X [Архівовано 6 лютого 2012 у Wayback Machine.]
- RAWDrop [Архівовано 18 лютого 2012 у Wayback Machine.], Microsoft Windows frontend
- Helicon Filter, може використовувати dcraw для конвертації RAW.
- EasyHDR [Архівовано 18 лютого 2012 у Wayback Machine.] використовує dcraw для доступу до файлів RAW.
- LibRAW [Архівовано 6 березня 2012 у Wayback Machine.]
- RawTherapee [Архівовано 17 лютого 2012 у Wayback Machine.] використовує dcraw для розкодування файлів RAW.